# Perseo Miranda
Angelo Spaggiari, in arte Perseo Miranda (Genova, 15 aprile 1968), è un cantante italiano hard rock, heavy e gothic metal, autore di libri, nonché personaggio e testimonial televisivo.

## Biografia
Muove i suoi primi passi partecipando a trasmissioni radiofoniche Rai negli anni '80. Sempre in quegli anni autoproduce il suo primo disco intitolato Perseo Miranda and His Theatre e l'anno successivo il singolo I Said I Look Away!.
Negli anni successivi si dedica all'insegnamento della chitarra e alla registrazione di voci per alcuni album pop rock, cantando anche in numerosi gruppi musicali hard rock e heavy metal, nonché punk rock e gothic.
Riprende la propria produzione musicale nel 2006, con la pubblicazione dell'album Light and Darkness, disco hard n'heavy dalle forti connotazioni gotiche registrato allo studio Mediatech Communication di Genova da Verdiano Vera. Nel 2007 pubblica Evolution of the Spirit, EP di quattro tracce marcatamente Gothic metal, definito dalla rivista Rock Hard come oscuro e riflessivo. Nel 2008 esce l'EP di due tracce Parallel Dimensions. Quest'ultimo segna un certo distacco dal gothic metal dei due dischi precedenti.
L'anno successivo viene messo sotto contratto dalla casa editrice genovese Erga Edizioni, pubblicando con essa Praise My Day.
Nel 2010 Miranda pubblica, sempre sotto Erga, il singolo A Silence That Screams/In a Broken Dream. Il lato B consiste in una cover del brano dei Python Lee Jackson con alla voce Rod Stewart.
La canzone A Silence That Screams viene inclusa nella compilation Inferno Sounds vol. 1 allegata al giornale Inferno Rock
Successivamente viene pubblicato il disco A Silence That Screams, affermando di aver trovato ispirazione anche da artisti come Alice Cooper e David Bowie.
Nel 2011 Perseo Miranda si dedica alla composizione di nuove canzoni presso i MusicArt studios e il 3 dicembre pubblica il singolo Firmament/History, seguito il 22 dicembre dall'album in studio Firmament.
Tra gli altri riscontri la rivista Rock Hard, che lo considera "una vera rock opera, ariosa e maestosa, profonda nel concept lirico".
Nello stesso anno fonda il Movimento denominato "Della Natura e dell'Arte", occupandosi anche di tematiche ambientaliste e di sostegno all'arte e alla cultura. Prova a candidarsi alle elezioni comunali a Genova del 2012 e l'anno seguente a quelle di Montoggio.
Nel 2012 Perseo Miranda pubblica l'album Theatre Metal..
Miranda è presente nel testo "Guida alla Genova Pop" di Marta Vincenzi, nel quale descrive la scena hard rock e heavy metal genovese.
Dal 2013 dirige, conduce e presenta i telegiornali e i notiziari dell'emittente ligure "Antenna Blu" e il canale internet "Teleliguria Web Tv".
Nel maggio 2015 si esibisce presso il Hard 'N' Heavy Festival, all'interno della Fiera internazionale della musica di Genova.
Lo stesso anno si candida a consigliere regionale nella lista Liguria Libera che sostiene Musso.

Nel 2019 Perseo Miranda viene menzionato nel libro Metal Progressive Italiano scritto da Massimo Salari e pubblicato da Arcana/Ltd Edizioni, venendo descritto come artista che risiede a cavallo tra il power e il progressive metal.

Nel 2020 Perseo Miranda partecipa come attore nel film L'arte del fauno (The Performing Faun) di Fabio Giovinazzo.
Nel 2021 volta completamente pagina musicale proponendo una sorta di Country rock cantato in italiano. Pubblica così i brani : Il tempo - Il tempo (rock version) - Non ho ancora bevuto - Hai perso - Guerra e pace - Niente più nemici - L'energia del fulmine . Singoli che verranno inseriti l'anno successivo  nell'album digitale "I confini del West".

## Discografia

### Album in studio
- Perseo Miranda and His Theatre (1980)[34]
- Light and Darkness (2006 - Lodger Records)[35]
- Praise My Day (2009, Erga Edizioni)[36]
- A Silence That Screams (2010, Erga Edizioni)[37]
- Firmament (2011, Erga Edizioni)
- Theatre Metal (2012, Erga Edizioni)
- I confini del West (2022)

### Singoli
- I Said I Look Away! (1981)[38]
- Parallel Dimensions (2008 - Lodger Records)
- A Silence That Screams / In a Broken Dream (2010, Erga Edizioni)
- Firmament - History (2011)
- Theatre Metal - The Armed Poet (2012)
- Il tempo (2021)
- Il tempo (rock version) (2021)
- Non ho ancora bevuto (2021)
- Hai perso (2021)
- Guerra e pace (2021)
- Niente più nemici (2021)
- L'energia del fulmine (2021)

### EP
- Evolution of the Spirit (2007 - Lodger Records)[39]

### Partecipazioni a compilation
- Inferno Sounds volume 1 (partecipa col brano A Silence That Screams, traccia 8)

## Libri
Perseo Miranda ha scritto anche due libri in materia astrologica, pubblicati sempre dalla Erga Edizioni:
- Manuale di astrologia (2001 - Erga Edizioni)
- Gli astri ci dicono (2003 - Erga Edizioni)